# 鮑渥共融

鮑渥共融的標誌。

鮑渥共融（英語：Porvoo Communion）是多個聖公宗與信義宗教會所組成的團契，建立了完全共融，這意味着加入鮑渥共融的教會彼此之間能有更密切的往來、交換本堂牧師、相互承認聖禮等。

## 緣由
1938年，為了在聖公會與波羅的海的信義會之間達成「聖壇與講壇團契」，坎特伯里大主教邀請愛沙尼亞福音信義會與拉脫維亞福音信義會的代表們前往蘭柏宮。此次過程達成一項正式締結，並於1992年建立鮑渥共融，以《鮑渥共融宣言》這項協議在多個教會之間確立完全共融。該份宣言是在芬蘭耶爾文佩協商的，然而團契的名稱取自於鮑渥，因為在耶爾文佩正式簽署宣言之後，共融聖事的聯合慶祝是在鮑渥舉行的。
該團契的成員囊括了不列顛群島的聖公會、北歐五國的信義宗國教會、以及波羅的海國家的愛沙尼亞與立陶宛的信義會。之後的協商使得伊比利半島的聖公會加入協議。前述的所有教會均使用主教制，維持連續的歷史性使徒統緒。
該團契不設中央機構或是監督者。每一教會皆有聯絡人，而每年聚會時，這些聯絡人構成一個聯絡群組。分別隸屬於信義宗與聖公宗的兩位主教是聯絡群組的共同主持人，而秘書長也是取自兩者間的傳統。並有正式研討會與一般會議來對於影響整體團契的爭議進行有系統的討論。

## 參與者
已簽署鮑渥共融宣言的教會如下：
| 聖公宗： - 英格蘭教會 - 愛爾蘭教會 - 蘇格蘭聖公會 - 威爾斯教會 - 盧西塔尼亞大公使徒福音教會 - 西班牙歸正聖公會 | 信義宗： - 冰島福音信義會 - 挪威教會 - 瑞典教會 - 丹麥教會 - 芬蘭福音信義會 - 愛沙尼亞福音信義會 - 立陶宛福音信義會 |

作為觀察員的其他教會：
信義宗：
- 拉脫維亞福音信義會

鮑渥共融的教會。
聖公宗以粉色或紫色字表示；北歐的信義宗以紅字表示。

丹麥教會於2009年12月投票加入鮑渥共融為正式成員，並將於2010年10月3日簽署宣言，在哥本哈根主教座堂舉行敬拜。

### 引用
1. 1 2  Church in Wales（威爾斯教會）. .   [2010-07-07]. （原始内容存档于2012-03-05） （英语）.
2. ↑  Church in Wales（威爾斯教會）. .   [2010-07-30]. （原始内容存档于2011-07-26） （英语）.
3. ↑  Church in Wales（威爾斯教會）. .   [2010-06-18]. （原始内容存档于2012-03-19） （英语）.
4. ↑  Church in Wales（威爾斯教會）. .   [2010-06-18]. （原始内容存档于2010-10-29） （英语）.
5. ↑  Church in Wales（威爾斯教會）. .   [2010-06-18]. （原始内容存档于2011-07-26） （英语）.
6. ↑  Church in Wales（威爾斯教會）. .   [2010-07-07]. （原始内容存档于2011-07-27） （英语）.
7. ↑  Steinunn Arnþrúður Björnsdóttir. . 2010-03-05  [2010-03-26] （英语）.[永久]
8. ↑  Steinunn Arnþrúður Björnsdóttir. . 2010-07-21  [2010-07-30] （英语）.[永久]

## 外部連結
- 鮑渥共融的正式網站 （页面存档备份，存于）
- 聖公宗─信義宗社群（Anglican-Lutheran Society） （页面存档备份，存于）